# Henry Chabert
Henry Chabert (ur. 3 października 1945 w Saint-Étienne, zm. 17 stycznia 2017 w Lyonie) – francuski polityk, przedsiębiorca i samorządowiec, poseł do Zgromadzenia Narodowego, eurodeputowany III kadencji.

## Życiorys
Absolwent École supérieure de commerce de Lyon i Institut de hautes finances. Pracował w sektorze prywatnym m.in. na dyrektorskim stanowisku w przedsiębiorstwie BSN. Był działaczem gaullistowskiego Zgromadzenia na rzecz Republiki i następnie Unii na rzecz Ruchu Ludowego. W 1983 został wybrany do rady miejskiej Lyonu. W latach 1989–2001 pełnił funkcję zastępcy mera tego miasta.
W latach 1989–1994 sprawował mandat posła do Parlamentu Europejskiego III kadencji, będąc członkiem Komisji ds. Stosunków Gospodarczych z Zagranicą. W latach 1997–2002 zasiadał w Zgromadzeniu Narodowym XI kadencji, będąc wybranym w jednym z okręgów departamentu Rodan. Od 2008 do 2014 był radnym miejskim w Villeurbanne.